# Həbibulla Hüseynov
Həbibulla Eynulla oğlu Hüseynov (ur. 10 października 1910 w Ardabilu, zm. 16 kwietnia 1945 na północ od miasta Fischhausen (obecnie Primorsk) w Prusach Wschodnich) – radziecki wojskowy, pułkownik, odznaczony pośmiertnie Złotą Gwiazdą Bohatera Związku Radzieckiego (1945).

## Życiorys
Urodził się w azerskiej rodzinie robotniczej. Pracował w porcie w Baku i uczył się w wieczorowej szkole młodzieży robotniczej, skończył 7 klas, później był uczniem ślusarza. Od 1928 służył w Armii Czerwonej, od 1929 należał do WKP(b), w czerwcu 1932 ukończył Zakaukaską Szkołę Piechoty, a we wrześniu 1932 kursy doskonalenia dowódców w Baku, po czym został dowódcą plutonu w 193 pułku artylerii Kaukaskiej Armii Czerwonego Sztandaru w Baku. Od kwietnia 1934 był dowódcą baterii 190 pułku artylerii zenitowej, od września 1934 dowodził baterią w 193 pułku artylerii, później był adiutantem i dowódcą dywizjonu. W 1938 został aresztowany przez NKWD pod zarzutem szpiegostwa na rzecz Iranu, wiele miesięcy spędził w więzieniu. W końcu 1938 został wypuszczony i przywrócony do służby, od maja 1939 dowodził dywizjonem w 188 pułku artylerii zenitowej w Mińsku, a od lutego 1940 dywizjonem artylerii zenitowej w 13 Dywizji Piechoty w Zambrowie w Zachodnim Specjalnym Okręgu Wojskowym. Od 22 czerwca 1941 uczestniczył w wojnie z Niemcami, biorąc udział w walkach obronnych na Zachodniej Białorusi, gdzie z wielkim trudem wyprowadził swoje siły z okrążenia, w lipcu 1941 dowodzony przez niego dywizjon został włączony w skład Kalinińskiego Brygadowego Rejonu Obrony Przeciwlotniczej, później Rybińsko-Jarosławskiego Dywizyjnego Rejonu Obrony Przeciwlotniczej.
Brał udział w bitwie pod Moskwą, od czerwca 1942 dowodził 38 samodzielnym dywizjonem artylerii zenitowej, broniąc przed niemieckimi nalotami obiektów w Iwanowie, w październiku 1942 objął dowództwo 658 pułku artylerii zenitowej Moskiewskiego Frontu Obrony Przeciwlotniczej; w grudniu pułk ten włączono w skład 4 Dywizji Artylerii Zenitowej Rezerwy Głównego Dowództwa, a później w składzie 1 Gwardyjskiej Armii na Frontu Południowo-Zachodniego. Uczestniczył w operacji średniodońskiej i millerowo-woroszyłowgradzkiej, w czasie której pułk włączono w skład 24 Korpusu Pancernego; pułk ten zestrzelił wiele samolotów wroga. Od kwietnia do lipca 1943 dowodził 658 pułkiem artylerii zenitowej przemianowanego na 268 gwardyjski pułk artylerii zenitowej, od lipca do września 1943 był szefem sztabu 4 Dywizji Artylerii Zenitowej na Froncie Południowo-Zachodnim, a od września 1943 do końca wojny dowódcą 67 Dywizji Artylerii Zenitowej Moskiewskiego Okręgu Wojskowego, od lipca 1944 1 Frontu Nadbałtyckiego, a od lutego 1945 3 Frontu Białoruskiego. Brał udział w operacji nadbałtyckiej, w tym ryskiej i memelskiej, w blokadzie kurlandzkiego zgrupowania wojsk wroga, w operacji wschodniopruskiej i zemlandzkiej. 30 września 1941 i 10 lutego 1943 był ranny. Zginął w walce w Prusach Wschodnich, został pochowany na cmentarzu oficerskim w Mariampolu (Litwa).

## Awanse
- starszy porucznik (1936)
- kapitan (3 lipca 1938)
- major (1941)
- podpułkownik (20 października 1942)
- pułkownik (23 kwietnia 1943)

## Odznaczenia
- Złota Gwiazda Bohatera Związku Radzieckiego (pośmiertnie, 29 czerwca 1945)
- Order Lenina (pośmiertnie, 29 czerwca 1945)
- Order Czerwonego Sztandaru (dwukrotnie, 25 lutego 1943 i 3 kwietnia 1943)
- Order Wojny Ojczyźnianej I klasy (24 stycznia 1945)
- Medal „Za obronę Stalingradu” (1943)